# Східний Досатуй
Східний Досату́й (рос. Восточный Досатуй) — село у складі Приаргунського округу Забайкальського краю, Росія.

## Історія
Село було утворено 2014 року шляхом виділення зі складу селища Досатуй.